# Czosnek kulisty
Czosnek kulisty (Allium rotundum L.) – gatunek byliny należący do rodziny amarylkowatych. Występuje w północnej Afryce (Maroko, Tunezja), zachodniej Azji i w Europie. W Polsce tylko jako gatunek zawlekany na Lubelszczyźnie. Status gatunku we florze Polski: kenofit, prawdopodobnie efemerofit.

## Morfologia

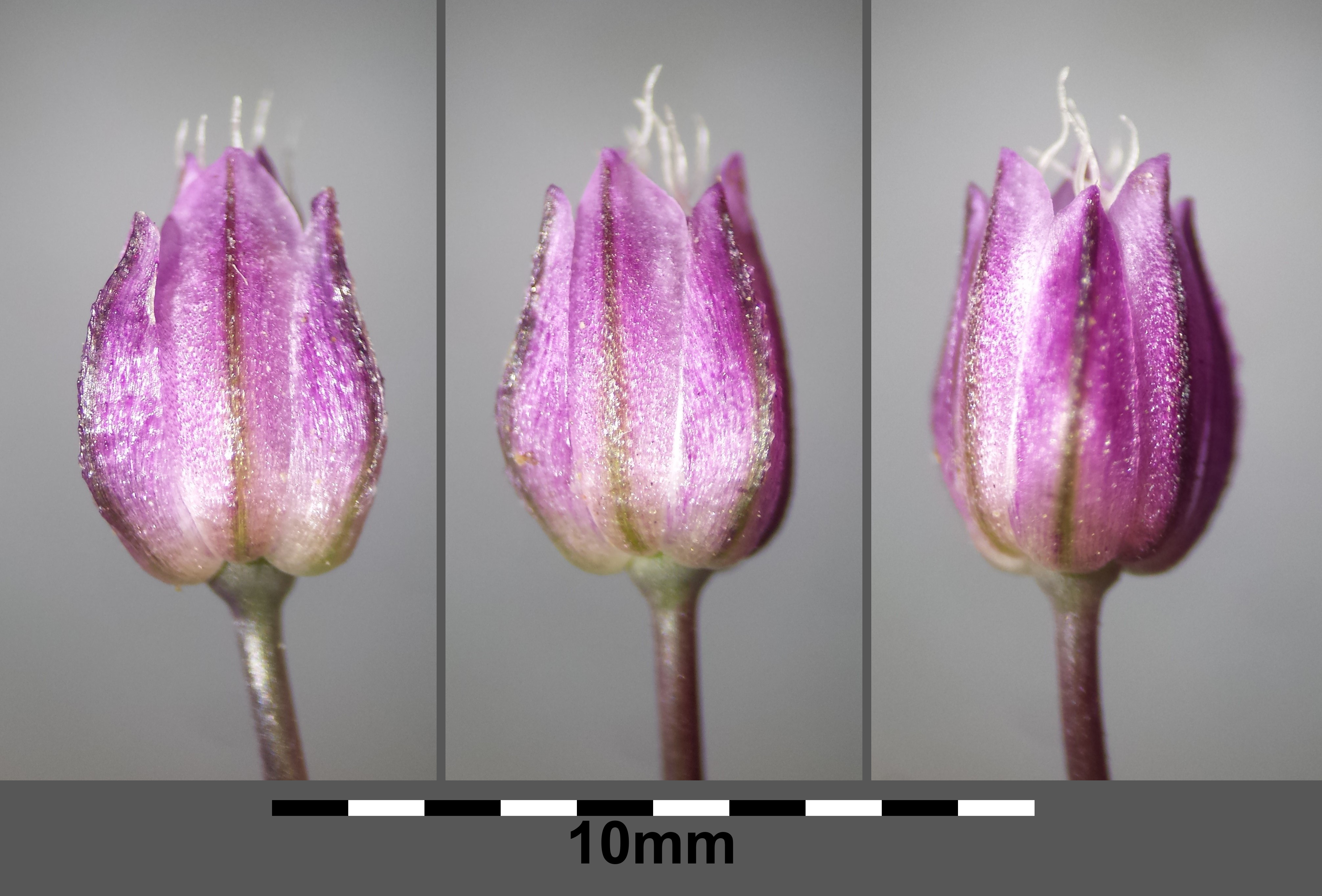
Kwiaty

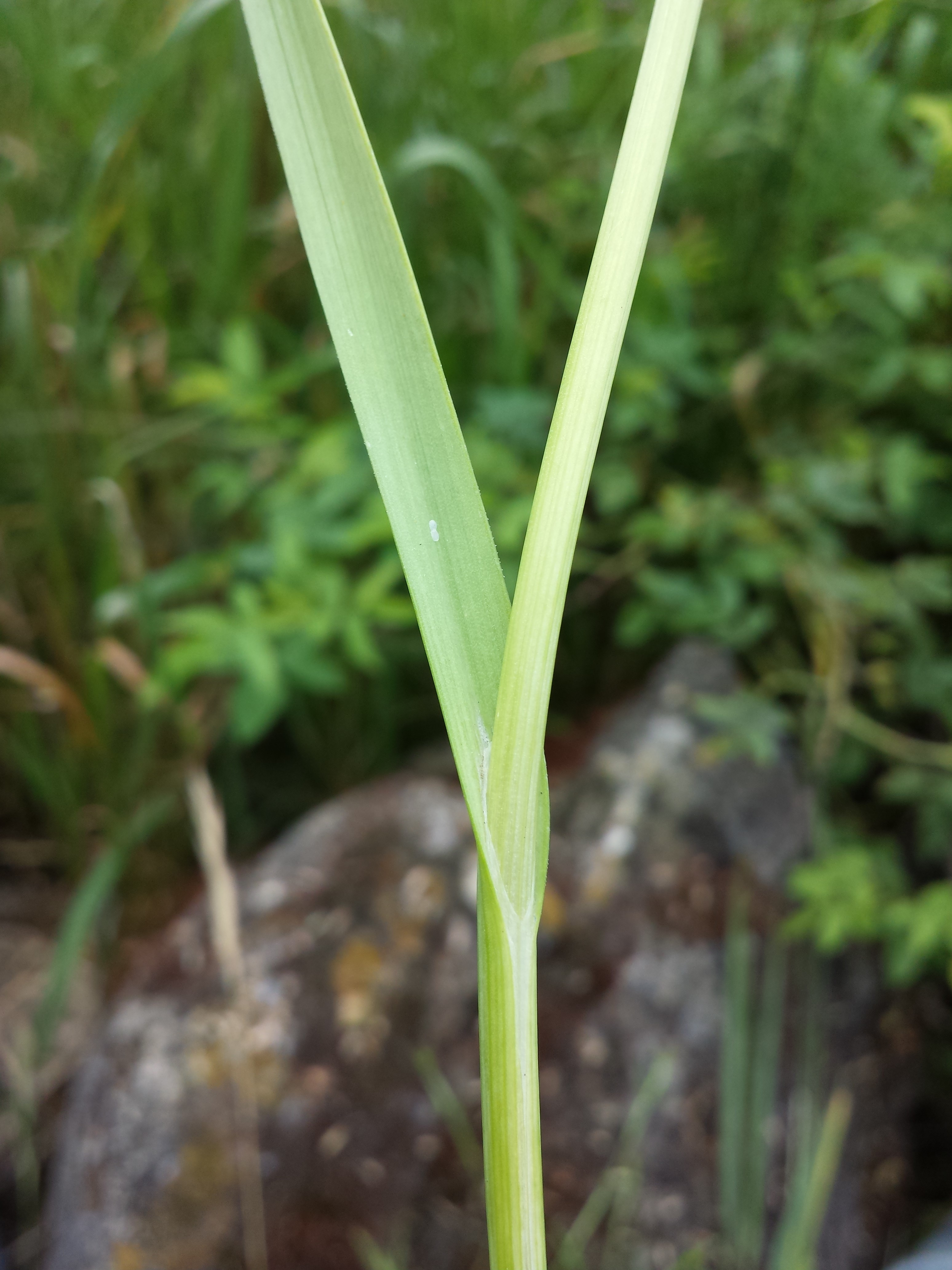
Liść

PokrójRoślina z cebulą otoczoną purpurowoczarnymi cebulkami na długich trzoneczkach. Wyrasta z niej głąbik o wysokości 30–90 cm.
KwiatyGłąbik z gęstym i niemal kulistym baldachem kwiatów o szerokości 2–3 cm. Pod baldachem jedna odpadająca okrywa o długości kwiatostanu. Szypułki kwiatów są niejednakowej długości, dłuższe od kwiatów. Kwiaty o purpurowych lub różowych i szorstkich na grzbiecie działkach okwiatu. Pręciki purpurowe, tej samej długości co działki. Ich nitki pokryte są szczecinowatymi wyrostkami.

## Biologia i ekologia
Bylina, geofit. Rośnie na suchych zboczach i polach. Kwitnie od czerwca do sierpnia. Liczba chromosomów 2n = 16.

## Zmienność
Wyróżnia się trzy podgatunki:
- Allium rotundum L. subsp. jajlae (Vved.) B. Mathew
- Allium rotundum L. subsp. rotundum
- Allium rotundum L. subsp. waldsteinii (G. Don) K. Richt.

## Zagrożenia
Kategorie zagrożenia gatunku:
- Kategoria zagrożenia w Polsce według Czerwonej listy roślin i grzybów Polski (2006)[5]: E (wymierający); 2016: CR (krytycznie zagrożony)[6].
- Kategoria zagrożenia w Polsce według Polskiej czerwonej księgi roślin: CR (krytycznie zagrożony)[7].